# Zawadynci (rejon gródecki)
Zawadynci (ukr. Завадинці) – wieś na Ukrainie, w obwodzie chmielnickim, w rejonie gródeckim.
Miejsce urodzenia Piotra Chmielowskiego, potem własność Kazimierza Ferdynanda Pułaskiego, znanego historyka i archeologa. 
Parafia Boga Ojca dekanatu gródeckiego.